# Halodule uninervis
Halodule uninervis är en enhjärtbladig växtart som först beskrevs av Peter Forsskål, och fick sitt nu gällande namn av Pierre Edmond Boissier. Halodule uninervis ingår i släktet Halodule och familjen Cymodoceaceae. IUCN kategoriserar arten globalt som livskraftig. Inga underarter finns listade.

## Bildgalleri

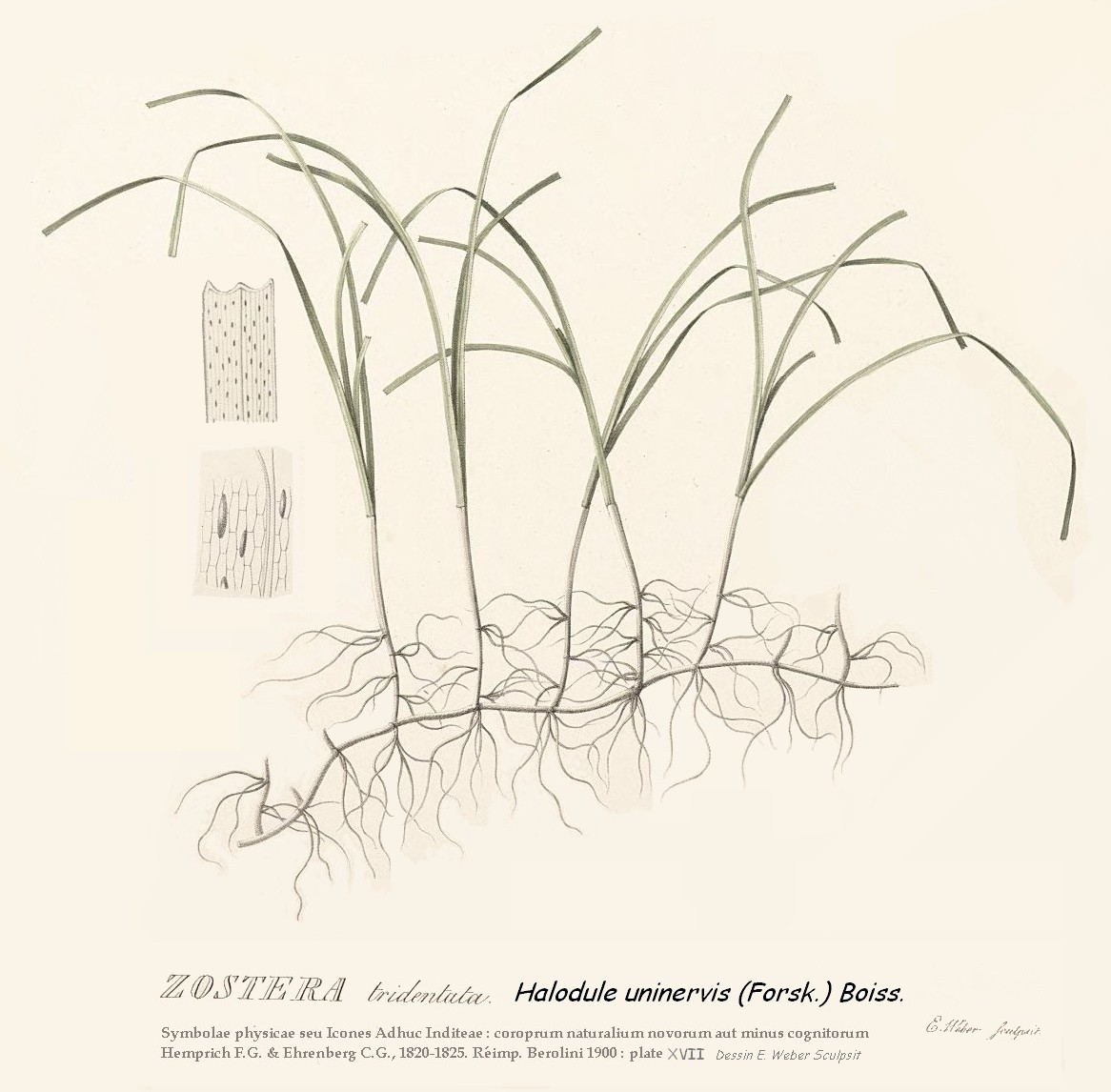